# Marco Dorigo
Marco Dorigo (ur. 26 sierpnia 1961 w Mediolanie) – dyrektor prac badawczych w belgijskim FNRS (Fonds de la Recherche Scientifique) oraz zastępca dyrektora IRIDIA, laboratorium sztucznej inteligencji w Université Libre de Bruxelles. Inicjator badań nad algorytmem mrówkowym oraz jeden z głównych inicjatorów badań nad robotyką ławicy.